# ماركو دي فايو

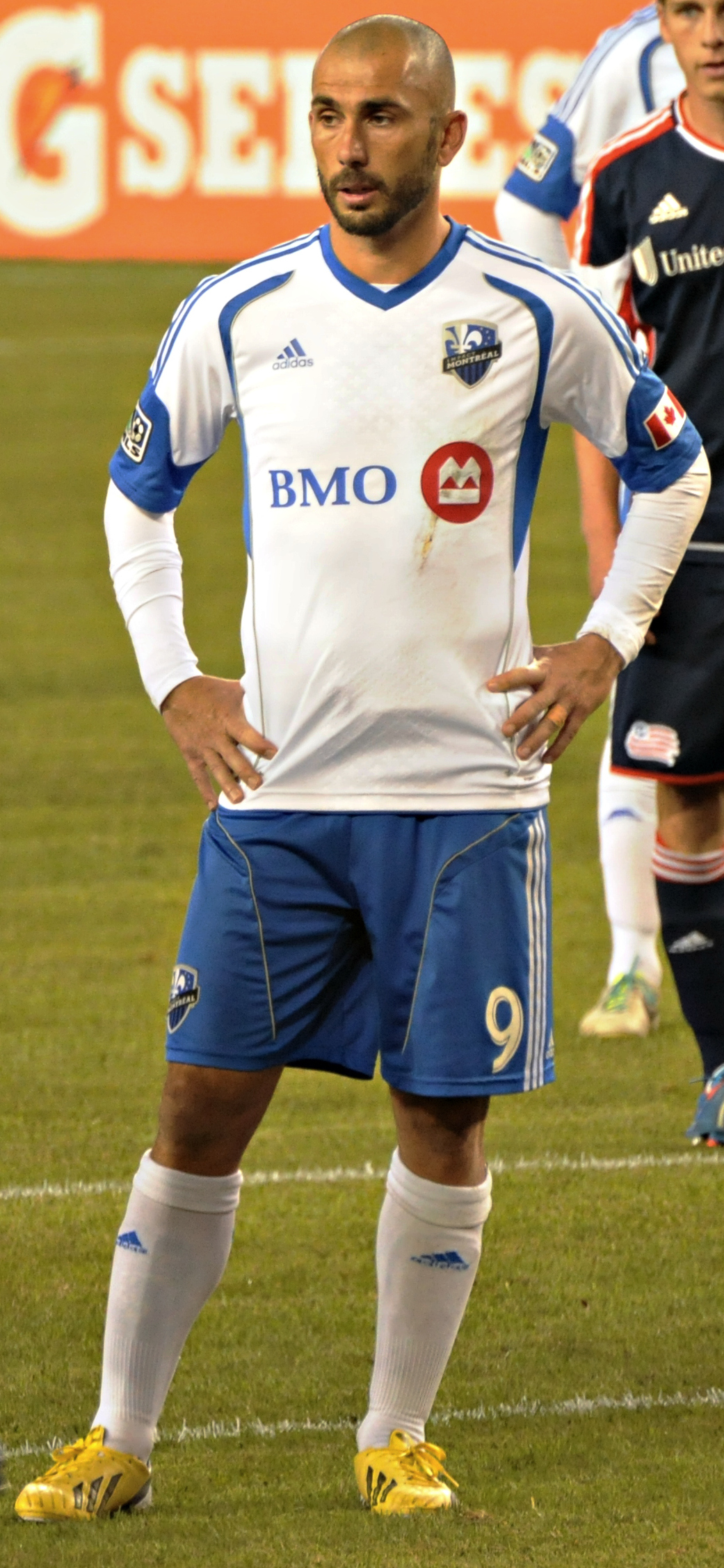

ماركو دي فايو (بالإيطالية: Marco Di Vaio)‏ (مواليد 15 يوليو 1976 في روما - إيطاليا) لاعب كرة قدم إيطالي يلعب حاليا لصالح نادي الدرجة الأولى بولونيا الإيطالي منذ 2008 في مركز المهاجم .

## مسيرته الكروية
لعب ماركو دي فايو خلال مسيرته الاحترافية مع 11 ناديًا في ثلاثة وعشرون موسمًا وسجل خلالها 226 هدف ضمن 570 مباراة. حيث فاز في موسم واحد بالكأس وفي موسم واحد بالدوري.
خاض ماركو دي فايو مسيرته مع نادي لاتسيو في موسم 1994–95 لمدة موسم واحد، مشاركًا في 8 مباريات سجل خلالها 3 أهداف. ثم انتقل إلى نادي هيلاس فيرونا في موسم 1995–96 لمدة موسم واحد، حيث شارك في 7 مباريات سجل خلالها هدفًا واحدًا. لينتقل بعدها إلى نادي باري في موسم 1996–97 لمدة موسم واحد، مشاركًا في 27 مباراة سجل خلالها 3 أهداف. ثم انتقل إلى نادي ساليرنيتانا في موسم 1997–98 ولمدة موسمين، مشاركًا في 67 مباراة سجل خلالها 33 هدفًا. هذا وانتقل لاحقًا إلى نادي بارما في موسم 1999–00 واستمر معه طيلة ثلاثة مواسم، مشاركًا في 83 مباراة سجل خلالها 41 هدفًا. ثم انتقل بعدها إلى نادي يوفنتوس في موسم 2002–03 ولمدة موسمين، مشاركًا في 55 مباراة سجل خلالها 18 هدفًا. ليعود وينتقل من جديد، لكن هذه المرة إلى نادي فالنسيا في موسم 2004–05 ولمدة موسمين، مشاركًا في 35 مباراة سجل خلالها 11 هدفًا. لينتقل بعدها إلى نادي موناكو في موسم 2005–06 ولمدة موسمين، مشاركًا في 29 مباراة سجل خلالها 8 أهداف. ثم لعب في نادي جنوى في موسم 2006–07 ولمدة موسمين، مشاركًا في 44 مباراة سجل خلالها 12 هدفًا. ليعود ويرتحل عنه إلى نادي بولونيا في موسم 2008–09 ليلعب معه أربعة مواسم، مشاركًا في 143 مباراة سجل خلالها 65 هدفًا. ثم انتقل إلى نادي مونتريال إمباكت في موسم 2012 واستمر معه طيلة ثلاثة مواسم، مشاركًا في 72 مباراة سجل خلالها 31 هدفًا.

## روابط خارجية
- ماركو دي فايو على موقع الاتحاد الدولي (مؤرشف)  (الإنجليزية)
- ماركو دي فايو على موقع الاتحاد الأوربي (الإنجليزية)
- ماركو دي فايو على موقع رابطة كرة القدم الفرنسية للمحترفين (الإنجليزية)
- ماركو دي فايو على موقع الدوري الأمريكي (الإنجليزية)
- ماركو دي فايو على موقع قاعدة بيانات كرة القدم.إي يو (الإنجليزية)
- ماركو دي فايو على موقع ناشيونال فوتبول تيمز (الإنجليزية)
- ماركو دي فايو على موقع Soccerway.com (الإنجليزية)
- ماركو دي فايو على موقع عالم كرة القدم.نت (الإنجليزية)
- ماركو دي فايو على موقع كووورة